# South Yorkshire Amateur Football League
South Yorkshire Amateur Football League var en engelsk fotbollsliga baserad runt Sheffield. Dess enda division låg på nivå 14 i det engelska ligasystemet.
Ligan var en matarliga till Sheffield & Hallamshire County Senior Football League.
Ligan lades ned efter 2015/16 års säsong.

## Mästare
| Säsong  | Premier Division     | Division One         |                    |
| ------- | -------------------- | -------------------- | ------------------ |
| 2003/04 | Cross Scythes        | -                    |                    |
| 2004/05 | Jubilee Sports       | Yew Tree             |                    |
| 2005/06 | Jubilee Sports       | Grimethorpe Athletic |                    |
| 2006/07 | Grimethorpe Athletic | Kiveton Park         |                    |
| Säsong  | Premier Division     | Division One A       | Division One B     |
| 2007/08 | Aston                | New Bohemians        | Sheffield West End |
| Säsong  | Premier Division     | Division One         | Division Two       |
| 2008/09 | Gleadless            | Boynton Sports       | Surud United       |
| 2009/10 | Jubilee Sports       | Sheffield Medics     | Manor Castle       |
| Säsong  | Premier Division     | Division One         |                    |
| 2010/11 | Gleadless            | Royston              |                    |

Källor: Football Mitoo och FA Full-Time